# 张树奇
张树奇1980年出生于河北邯郸，毕业于中央戏剧学院，是一名编剧及导演。

## 主要作品
- 编剧
2009年：《旅行》
2008年：《十字路口》
2007年：《车路》
2006年：《北京女孩》

- 导演
2013年：《不能忘却的伟大胜利》
2012年：《百年中山舰》
2011年：《百年辛亥》
2010年：《大将徐海东》
2010年：《为了新中国》
2009年：《宋任穷》